# جان آدامز
جان آدامز (به انگلیسی: John Adams) (۳۰ اکتبر ۱۷۳۵ – ۴ ژوئیه ۱۸۲۶)، دومین رئیس‌جمهور ایالات متحده آمریکا است. دوران ریاست جمهوری جان آدامز در ایالات متحده بین سال‌های ۱۷۹۷ تا ۱۸۰۱ میلادی بود.

## زندگی

### جان آدامز، دومین رئیس‌جمهوری ایالات متحده
سال ۱۷۹۶ تغییر بزرگی در سیاست آمریکا پدید آمد. آمریکا شاهد برگزاری سومین دور انتخاب ریاست جمهوری بود و برای نخستین بار بیش از یک نامزد وجود داشت.
جورج واشینگتن در دو دوره پیشین رقیبی نداشت، اما در این دوره دو حزب سیاسی تشکیل شده بودند. فدرالیست‌ها به رهبری الکساندر همیلتون وزیر سابق خزانه داری و جمهوری‌خواهان که توماس جفرسون، وزیر سابق امور خارجه، آن را رهبری می‌کرد. پیروزی جان آدامز دور از انتظار نبود، او را در سراسر کشور می‌شناختند. وی برای استقلال آمریکا مبارزه کرده بود و دو دوره معاونت ریاست جمهوری آمریکا را بر عهده داشت.

### از وکالت تا معاونت ریاست جمهوری
جان آدامز در سال ۱۷۳۵ در خلیج مهاجرنشین ماساچوست متولد شد. او که دانش‌آموخته حقوق از دانشگاه هاروارد بود، خیلی زود به‌عنوان چهره‌ای میهن‌پرست شناخته شد. جان آدامز در هیئت‌های نمایندگی اولین و دومین کنگره کانتیننتال، رهبری جنبش استقلال را بر عهده داشت. طی جنگ‌های استقلال در نقش دیپلمات در فرانسه و هلند خدمت کرد و در مذاکرات پیمان صلح شرکت داشت. آدامز در زمان ریاست جمهوری جورج واشینگتن، معاون ریاست جمهوری آمریکا بود.
برای مردی با تیزهوشی، خرد، و توانایی‌های جان آدامز دو دوره معاونت ریاست جمهوری تجربه‌ای نومیدکننده بود. جان آدامز به همسرش ابیگیل گفت، «معاونت ریاست جمهوری بی‌معنی‌ترین پستی است که تا کنون بشر آن را خلق کرده یا می‌توان تصور کرد.»
زمانی که آدامز رئیس‌جمهوری شد، جمعیت آمریکا پنج میلیون و ۳۰۸ هزار و ۴۸۳ نفر بود، جنگ بین فرانسه و بریتانیا مشکلات زیادی را برای ایالات متحده در زمینه دریاهای آزاد به وجود آورده بود، همچنین گروه‌های آمریکایی طرفدار این دو کشور به شدت درگیری و اختلاف داشتند.

### روابط خارجی و اجتناب از جنگ با فرانسه
دولت جان آدامز تمرکز خود را بر روی فرانسه معطوف کرد. گروه حاکم در فرانسه در آن زمان از پذیرفتن هیئت نمایندگی آمریکایی سر باز زده و روابط بازرگانی را به حالت تعلیق درآورده بود.
جان آدامز سه نماینده را به فرانسه فرستاد، اما در بهار ۱۷۹۸ خبر رسید که شارل تالیران، وزیر امور خارجه فرانسه، و گروه حاکم حاضر به مذاکره با نمایندگان دولت آمریکا نشده و خواهان دریافت رشوه کلانی شده‌اند. جان آدامز این توهین فرانسوی‌ها را به کنگره آمریکا گزارش داد و کنگره نیز نامه‌ای را منتشر کرد که در آن از فرانسوی‌ها تنها با عنوان‌های «ایکس و ایگرگ و زد» یاد شده بود.
آنچه جفرسون آن را تب «ایکس، ایگرگ و زد» نامید کشور را فرا گرفت و اندرز و توصیه‌های جان آدامز نیز بر شدت این تب افزود. جمعیت هرجا که پرزیدنت ظاهر می‌شد به‌شدت او را تشویق می‌کرد. فدرالیست‌ها هرگز چنین محبوب نبودند.
کنگره مبلغی را برای تکمیل ۳ ناو محافظتی و ساخت چندین کشتی اضافی اختصاص داد و همچنین اجازه تشکیل ارتشی موقت را صادر کرد. کنگره همچنین قانونی را تصویب کرد که منظور از آن ترساندن عوامل خارجی بود که خارج از آمریکا فعالیت می‌کردند.
پرزیدنت آدامز اعلام جنگ نکرد اما خصومت‌ها از دریا آغاز شد. در ابتدای دوران ریاست جمهوری جان آدامز، ناوگان دریایی آمریکا در برابر کشتی‌های جنگی مزدوران فرانسوی تقریباً بی دفاع بود اما تا سال ۱۸۰۰ شرایط تغییر کرد بطوری‌که کشتی‌های جنگی و بازرگانی آمریکایی در آب‌ها یکه‌تازی می‌کردند.
برغم چندین پیروزی درخشان آمریکا در دریا، تب جنگ فروکش کرد. به آدامز گفته شد که فرانسه جرئت جنگیدن ندارد و هیئت نمایندگی آمریکا را با احترام خواهد پذیرفت. مذاکرات طولانی به این جنگ ظاهری پایان داد.
آدامز هیئتی را برای مذاکرات صلح راهی فرانسه کرد اما همیلتونی‌ها (هم حزبی‌های آدامز) از این کار آدامز خشمگین شدند. در رقابت‌های انتخاباتی سال ۱۸۰۰ جمهوری خواهان متحد و آماده برای رقابت بودند اما فدرالیست‌ها به‌شدت دچار تفرقه شده بودند. با این وجود جان آدامز تنها چند رأی الکتورال (کالج انتخاباتی) از جفرسون کمتر کسب کرد و به این ترتیب توماس جفرسون رئیس‌جمهوری شد.

### روزهای بازنشستگی در کویینسی

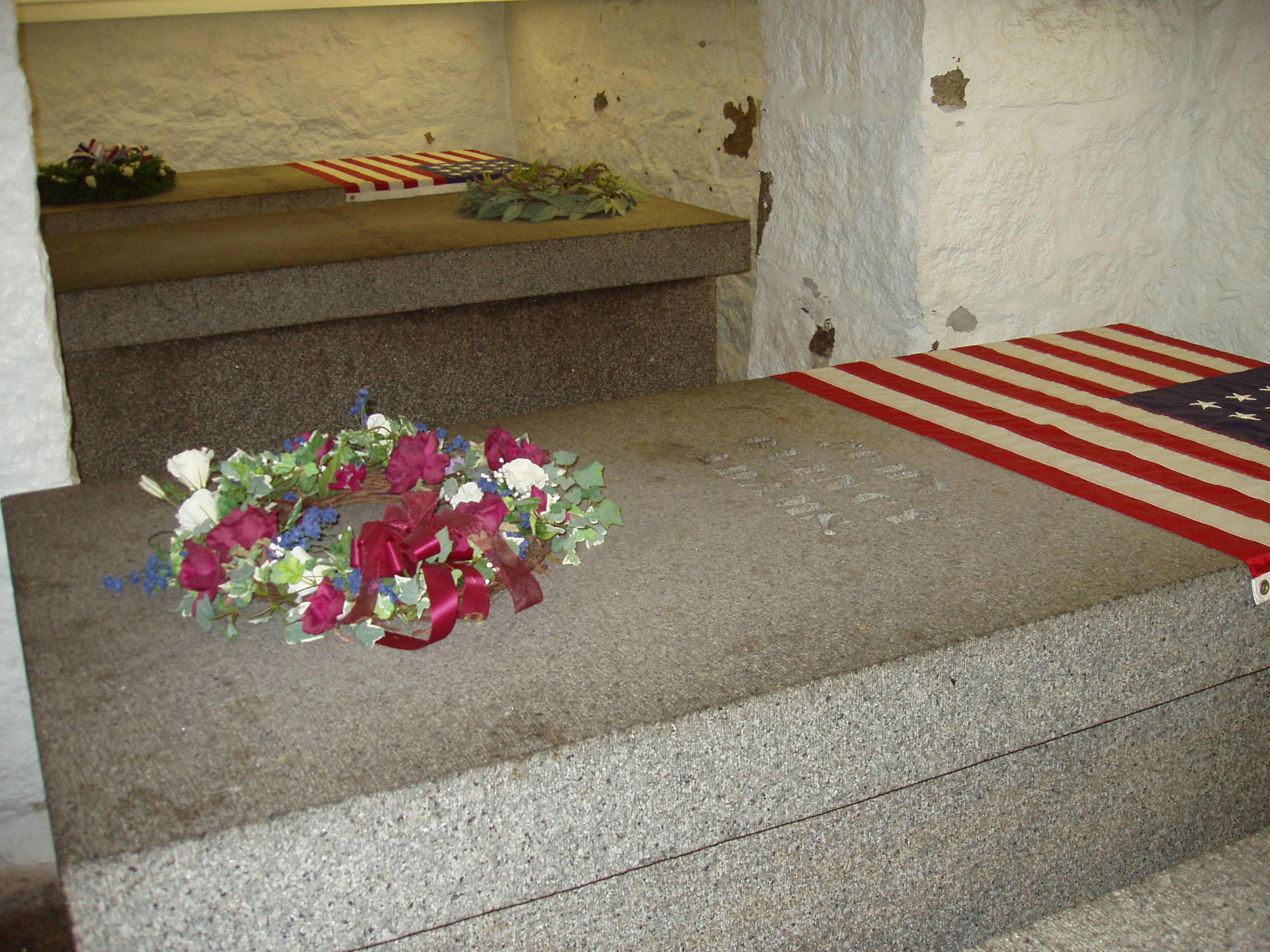

روز اول نوامبر سال ۱۸۰۰ میلادی درست پیش از برگزاری انتخابات، جان آدامز وارد پایتخت جدید شد تا در کاخ سفید اقامت گزیند. در دومین غروب اقامتش در کاخ سفید در اتاقی نمور و نیمه کاره به همسرش نوشت، «پیش از آنکه نامه‌ام را به پایان برم، دعا می‌کنم که به این خانه و تمام کسانی که از این پس ساکن آن خواهند بود برکت عطا شود. باشد که تنها افرادی صادق و خردمند بر زیر این سقف حکمرانی کنند.»
جان آدامز به مزرعه‌اش در کویینسی در ایالت ماساچوست بازگشت تا دوران بازنشستگی را در آنجا سپری کند و در آنجا بود که نامه مفصلی به توماس جفرسون نوشت. او روز چهارم ژوئیه سال ۱۸۲۶ آخرین کلماتش را زمزمه کرد، «توماس جفرسون هنوز زنده است»، اما جفرسون چند ساعت پیش از آن در مانتیسلو ایالت ویرجینیا در گذشته بود.

## نگارخانه

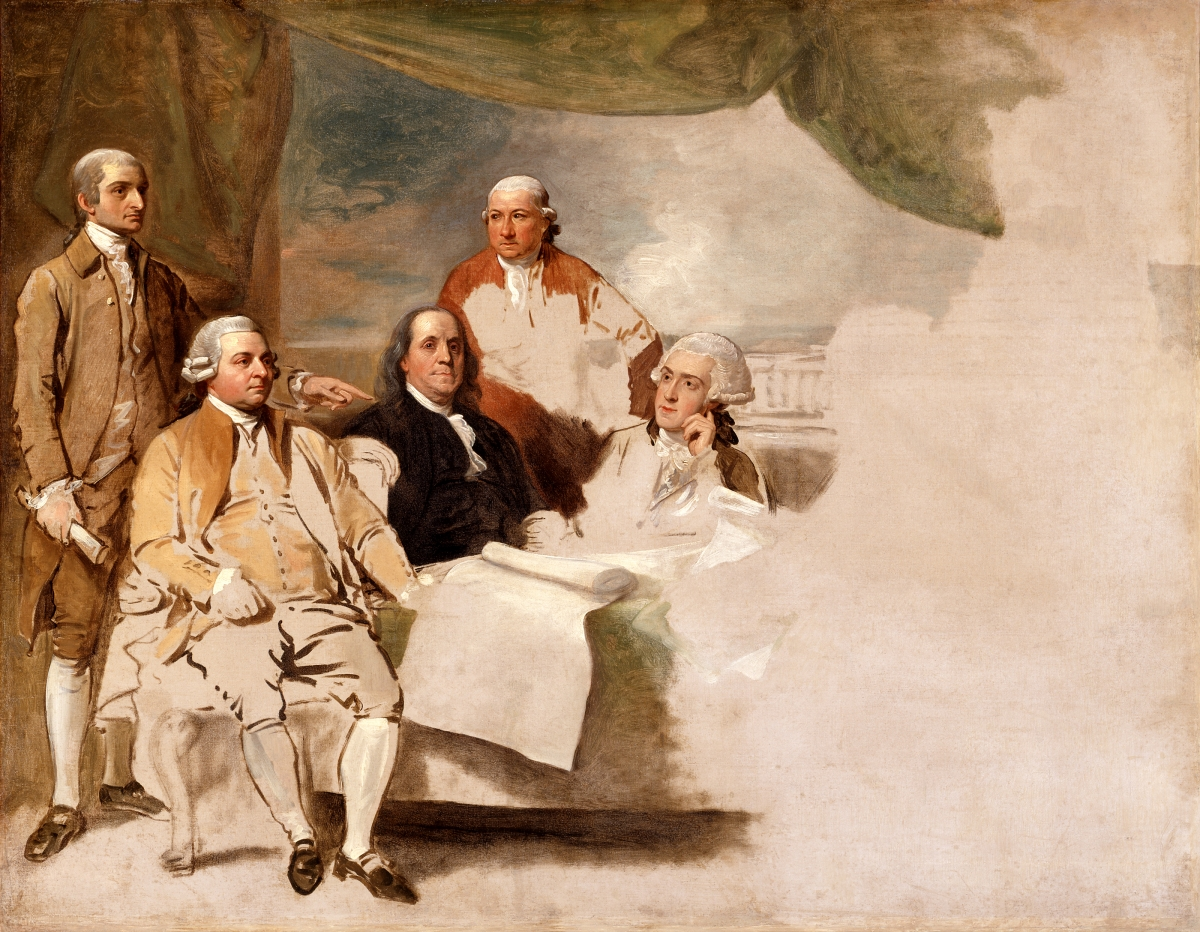
تابلویی از جان آدامز در حال امضای معاهده ۱۷۸۳ پاریس.
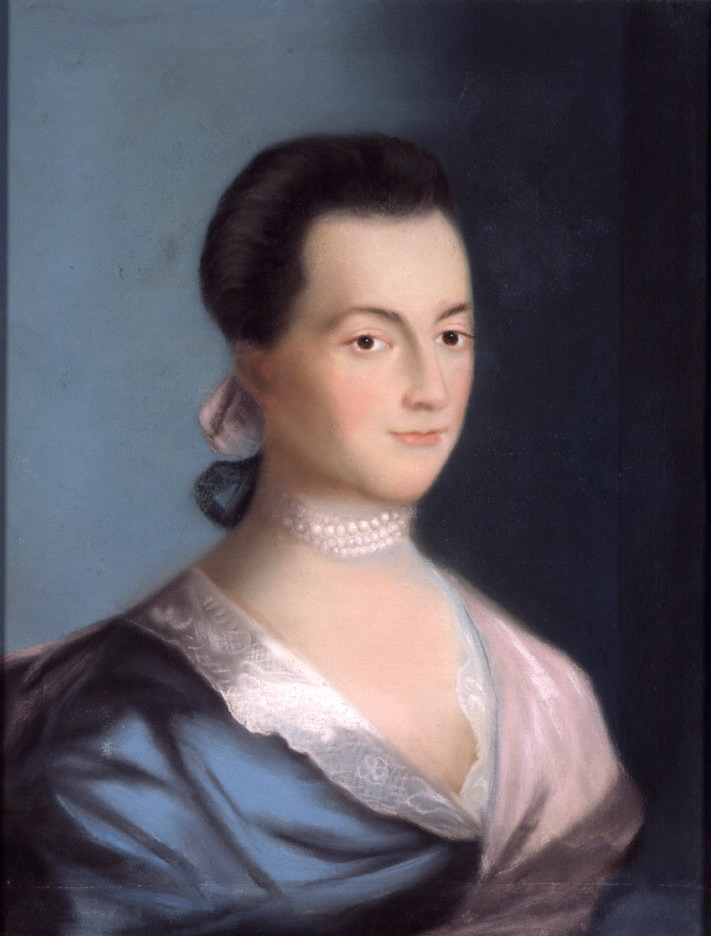
ابیگیل ادامز، همسر جان ادامز
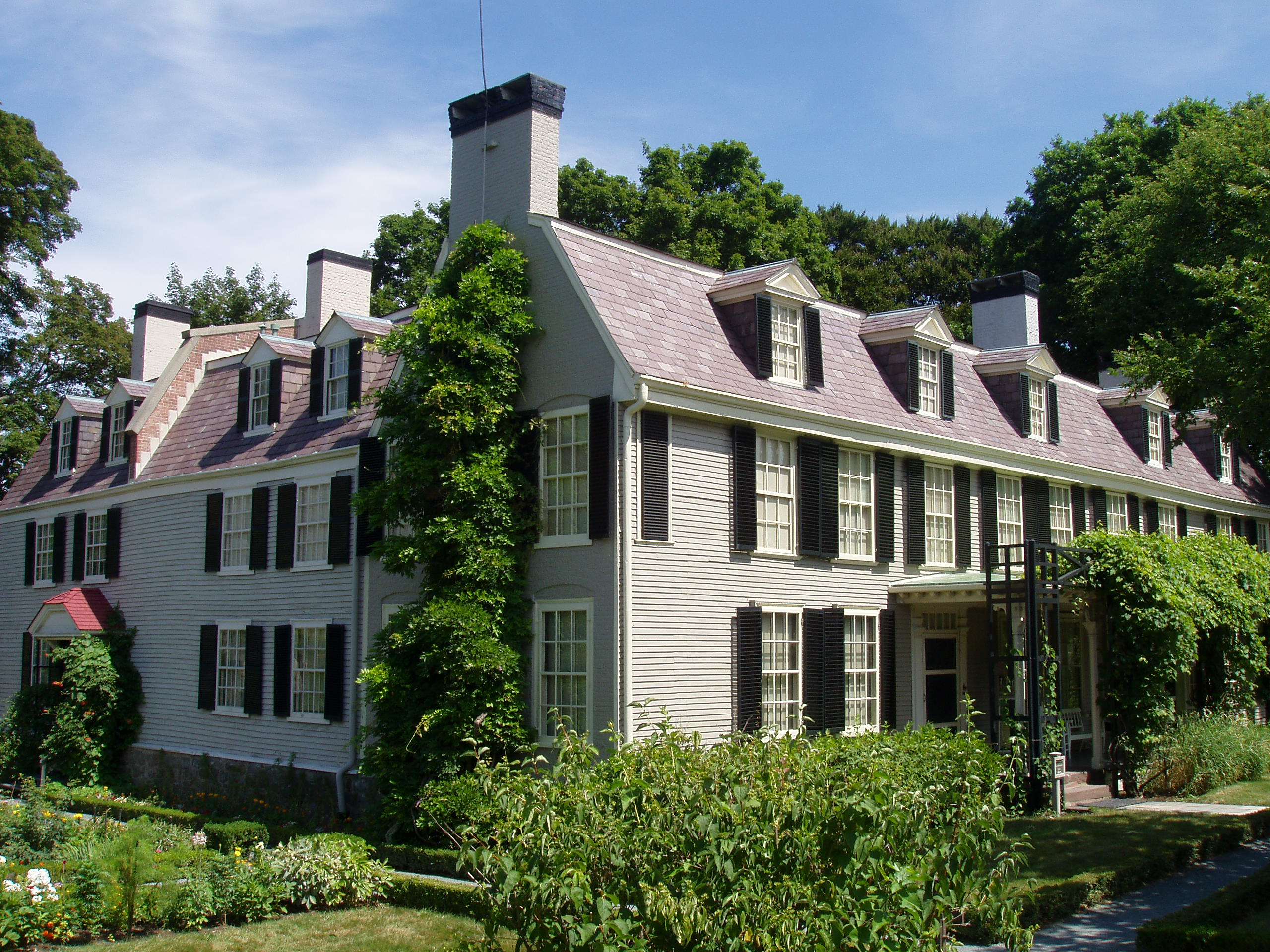
منزل ادامز امروزه یک مکان تاریخی حفاظت شده است.
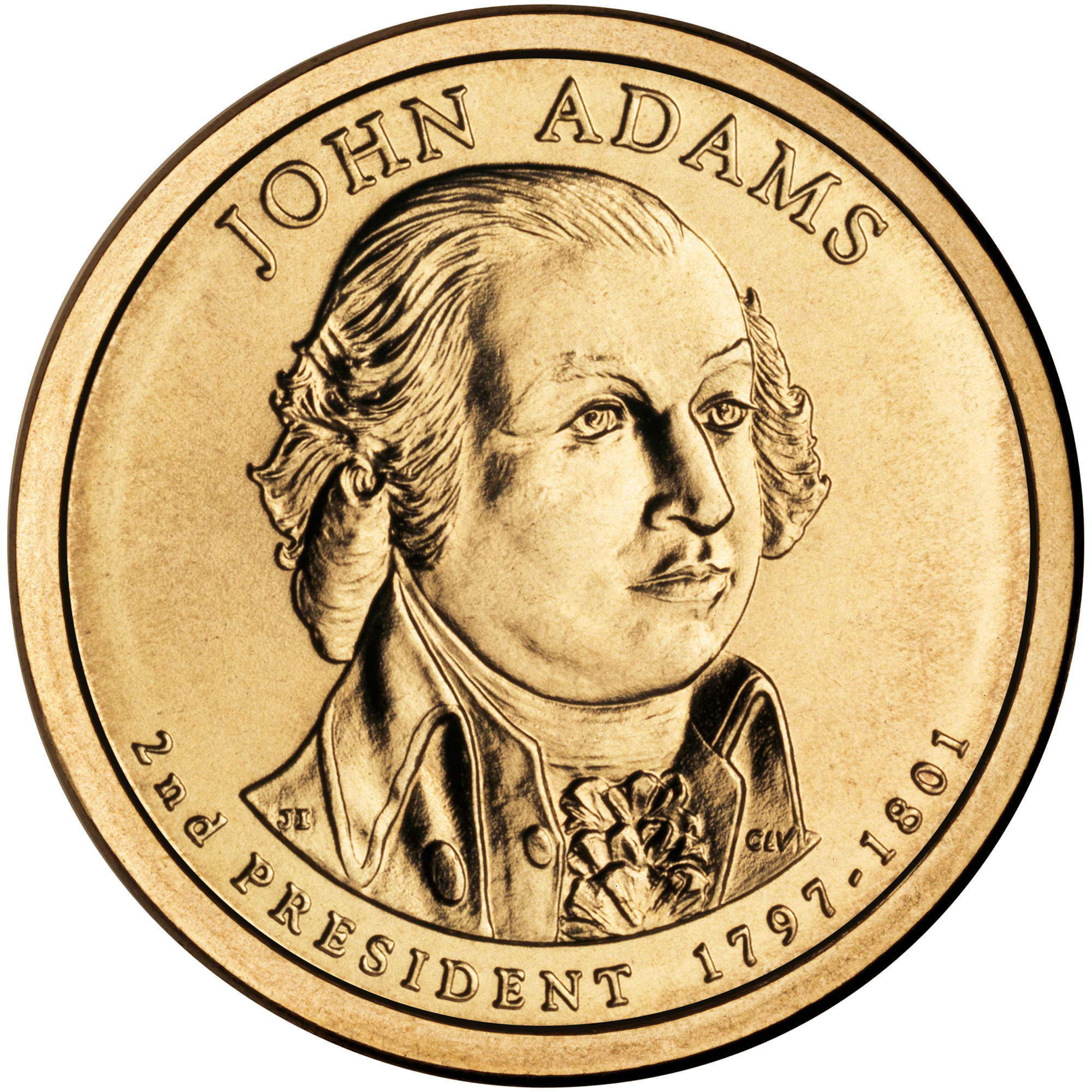
آدامز بر روی سکه یک دلاری